# Gaussy
Gaussy株式会社（ガウシー、英: Gaussy Inc.）は、東京都港区に本社を置く、物流施設の開発・運営、物流ソリューション提供会社。
社名は科学者カール・フリードリヒ・ガウスとガウス加速器に由来する。

## 概要
三菱商事が進めてきた倉庫DX事業を譲渡された新設子会社で、三菱商事の他、プロロジス、三菱商事ロジスティクス、東京大学協創プラットフォーム開発、三井不動産、三菱HCキャピタル、三菱地所が出資参画。
2024年7月には三菱ロジスネクストと資本提携契約を締結。

## Gaussyらしさを表す共通言語
- 大胆に考え抜く（Think Big and Thorough）
- 未来視点で仕組みを作る（Create systems with the future in mind）
- オーナーシップを持つ（Take ownership）
- 違いに敬意を払う（Respect differences）
- 謙虚に正しくある（Be humble, be right.）

## 主な製品
- 倉庫ロボット利用のサブスクリプションサービス（Roboware）[7]
- 倉庫シェアリングサービス（WareX）[8]

## 事業所
- 本社 - 東京都港区